# Culhat
Ne doit pas être confondu avec Cunlhat.
Culhat, prononcé /ky.ja/, est une commune française située dans le département du Puy-de-Dôme, en région Auvergne-Rhône-Alpes. Elle fait partie de l'aire d'attraction de Clermont-Ferrand et de l'arrondissement de Thiers.

## Géographie

### Lieux-dits et écarts
La commune de Culhat a la particularité de se composer de nombreux lieux-dits : les Turgons, les Mouldeix, la Vernelle, Chez Marais, la Brousse, Chez Le Biaux, Villeneuve, Foulhouze, le Moulin d'Auzat, Chez Bardet, Bassinet, Praloube, Champgarand, les Chalards, Beauregard, les Bogros et les Bourgos.

### Communes limitrophes
Ses communes limitrophes sont : Beauregard-l'Évêque, Bulhon, Crevant-Laveine, Joze, Lempty et Lezoux.
|                                           | Crevant-Laveine | Bulhon |
| Joze                                      | Culhat          |        |
| Les Martres-d'Artière Beauregard-l'Évêque | Lempty          | Lezoux |

### Climat
Pour des articles plus généraux, voir Climat d'Auvergne-Rhône-Alpes et Climat du Puy-de-Dôme.
En 2010, le climat de la commune est de type climat océanique dégradé des plaines du Centre et du Nord, selon une étude du Centre national de la recherche scientifique s'appuyant sur une série de données couvrant la période 1971-2000. En 2020, Météo-France publie une typologie des climats de la France métropolitaine dans laquelle la commune est exposée à un climat de montagne ou de marges de montagne et est dans la région climatique  Nord-est du Massif Central, caractérisée par une pluviométrie annuelle de 800 à 1 200 mm, bien répartie dans l’année. 
Pour la période 1971-2000, la température annuelle moyenne est de 11,5 °C, avec une amplitude thermique annuelle de 16,6 °C. Le cumul annuel moyen de précipitations est de 753 mm, avec 9,2 jours de précipitations en janvier et 7,2 jours en juillet. Pour la période 1991-2020, la température moyenne annuelle observée sur la station météorologique de Météo-France la plus proche, « Courpière », sur la commune de Courpière à 20 km à vol d'oiseau, est de 11,8 °C et le cumul annuel moyen de précipitations est de 876,9 mm,. Pour l'avenir, les paramètres climatiques de la commune estimés pour 2050 selon différents scénarios d'émission de gaz à effet de serre sont consultables sur un site dédié publié par Météo-France en novembre 2022.

## Urbanisme

### Typologie
Au 1er janvier 2024, Culhat est catégorisée commune rurale à habitat dispersé, selon la nouvelle grille communale de densité à sept niveaux définie par l'Insee en 2022.
Elle est située hors unité urbaine. Par ailleurs la commune fait partie de l'aire d'attraction de Clermont-Ferrand, dont elle est une commune de la couronne,. Cette aire, qui regroupe 209 communes, est catégorisée dans les aires de 200 000 à moins de 700 000 habitants,.

### Occupation des sols
L'occupation des sols de la commune, telle qu'elle ressort de la base de données européenne d’occupation biophysique des sols Corine Land Cover (CLC), est marquée par l'importance des territoires agricoles (83,8 % en 2018), une proportion sensiblement équivalente à celle de 1990 (83,1 %). La répartition détaillée en 2018 est la suivante : 
terres arables (52,1 %), zones agricoles hétérogènes (17,6 %), prairies (14,1 %), forêts (10,6 %), zones urbanisées (5,6 %). L'évolution de l’occupation des sols de la commune et de ses infrastructures peut être observée sur les différentes représentations cartographiques du territoire : la carte de Cassini (XVIIIe siècle), la carte d'état-major (1820-1866) et les cartes ou photos aériennes de l'IGN pour la période actuelle (1950 à aujourd'hui).

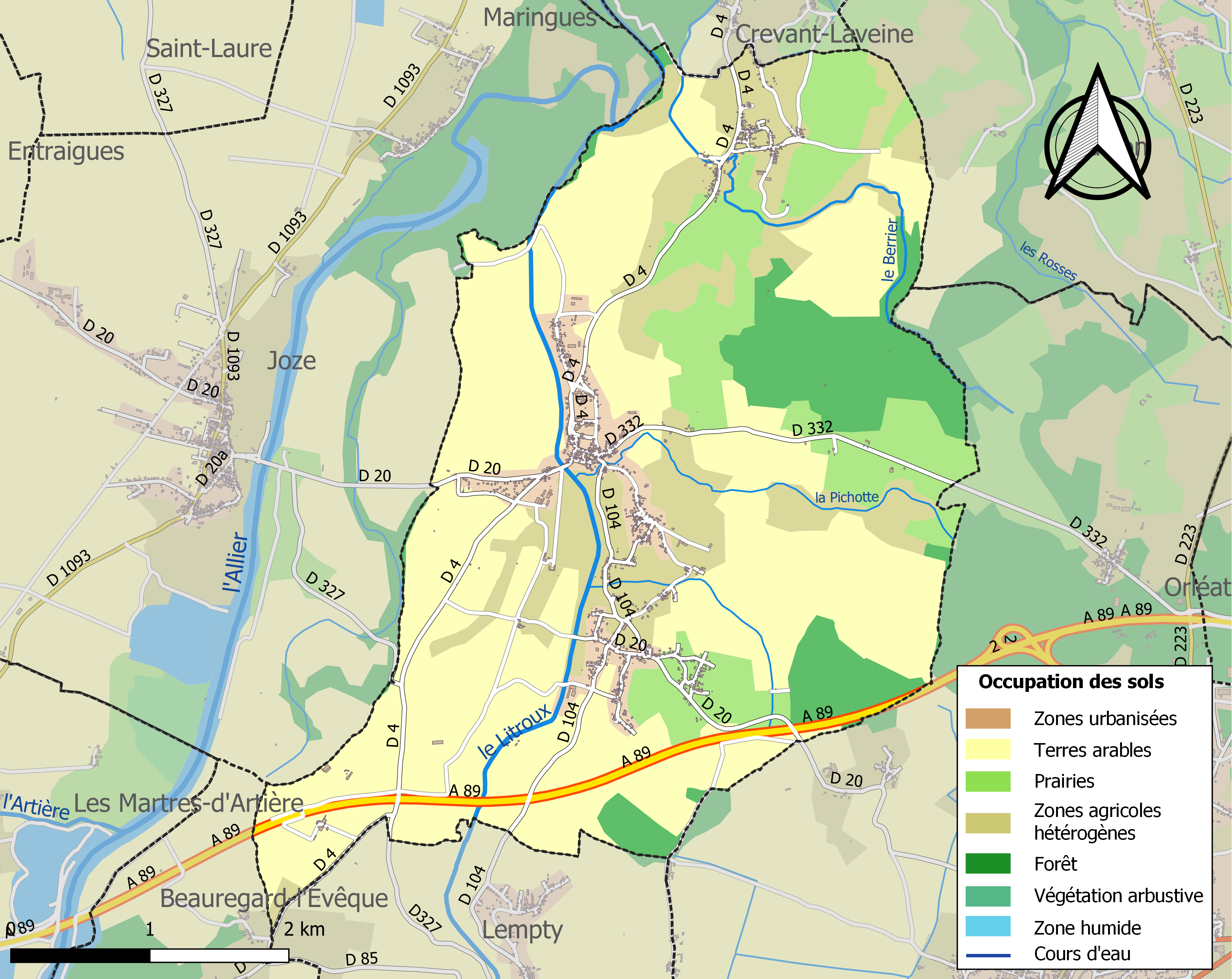
Carte des infrastructures et de l'occupation des sols de la commune en 2018 (CLC).

## Histoire

Blason de Culhat.

En 1113, les seigneurs de Montgascon et de Bulhon cèdent leurs biens situés sur le territoire de Médagues pour y fonder un monastère bénédictin relevant de La Chaise-Dieu.

### Les Templiers et les Hospitaliers
Un François de Bort, chevalier du Temple, s'engage, en 1278, à reconnaître le fief de l'évêque de Clermont, Guy de la Tour, et payer une obole d'or aux évêques.
En 1293, un compte du bailli royal Jean de Trie mentionne 14 commanderies de Templiers en Auvergne dont celle de « la Fulhosa » (La Fouilhouze). Une borne de pierre aujourd'hui disparue, entre Joze et Culhat, portait la croix de l'ordre du Temple. En 1312, elle sera dévolue aux hospitaliers de Saint-Jean de Jérusalem.
Le sanctuaire de l'église paroissiale était le tombeau des seigneurs commandeurs de l'ordre des Hospitaliers. Le 27 août 1781 y fut enterré le frère Jacques de Soudeille prieur, commandeur de Montferrand et Culhat décédé la veille au chapitre de La Veine.

## Politique et administration

### Liste des maires
| Période                                  | Période                    | Identité             | Étiquette | Qualité                |
| ---------------------------------------- | -------------------------- | -------------------- | --------- | ---------------------- |
| Les données manquantes sont à compléter. |                            |                      |           |                        |
| 1977                                     | 1995                       | Pierre Salles        | PS        |                        |
| mars 2001                                | mars 2014                  | Hubert Dumont        |           |                        |
| mars 2014                                | mai 2020                   | Jean-Philippe Ausset |           |                        |
| mai 2020                                 | En cours (au 10 août 2020) | Gilles Bergami       |           | Gérant de collectivité |

## Population et société

### Démographie
L'évolution du nombre d'habitants est connue à travers les recensements de la population effectués dans la commune depuis 1793. Pour les communes de moins de 10 000 habitants, une enquête de recensement portant sur toute la population est réalisée tous les cinq ans, les populations de référence des années intermédiaires étant quant à elles estimées par interpolation ou extrapolation. Pour la commune, le premier recensement exhaustif entrant dans le cadre du nouveau dispositif a été réalisé en 2004.

En 2022, la commune comptait 1 149 habitants, en évolution de −2,79 % par rapport à 2016 (Puy-de-Dôme : +2,1 %, France hors Mayotte : +2,11 %).
| 1793  | 1800  | 1806  | 1821  | 1831  | 1836  | 1841  | 1846  | 1851  |
| ----- | ----- | ----- | ----- | ----- | ----- | ----- | ----- | ----- |
| 1 159 | 1 171 | 1 315 | 1 317 | 1 362 | 1 478 | 1 493 | 1 492 | 1 522 |

| 1856  | 1861  | 1866  | 1872  | 1876  | 1881  | 1886  | 1891  | 1896  |
| ----- | ----- | ----- | ----- | ----- | ----- | ----- | ----- | ----- |
| 1 516 | 1 465 | 1 480 | 1 493 | 1 442 | 1 387 | 1 334 | 1 245 | 1 184 |

| 1901  | 1906  | 1911  | 1921 | 1926 | 1931 | 1936 | 1946 | 1954 |
| ----- | ----- | ----- | ---- | ---- | ---- | ---- | ---- | ---- |
| 1 163 | 1 123 | 1 052 | 906  | 841  | 850  | 836  | 763  | 714  |

| 1962 | 1968 | 1975 | 1982 | 1990 | 1999 | 2004 | 2006  | 2009  |
| ---- | ---- | ---- | ---- | ---- | ---- | ---- | ----- | ----- |
| 755  | 737  | 708  | 718  | 849  | 875  | 997  | 1 064 | 1 021 |

| 2014  | 2019  | 2022  | - | - | - | - | - | - |
| ----- | ----- | ----- | - | - | - | - | - | - |
| 1 142 | 1 126 | 1 149 | - | - | - | - | - | - |

## Culture locale et patrimoine

### Lieux et monuments

#### Patrimoine religieux

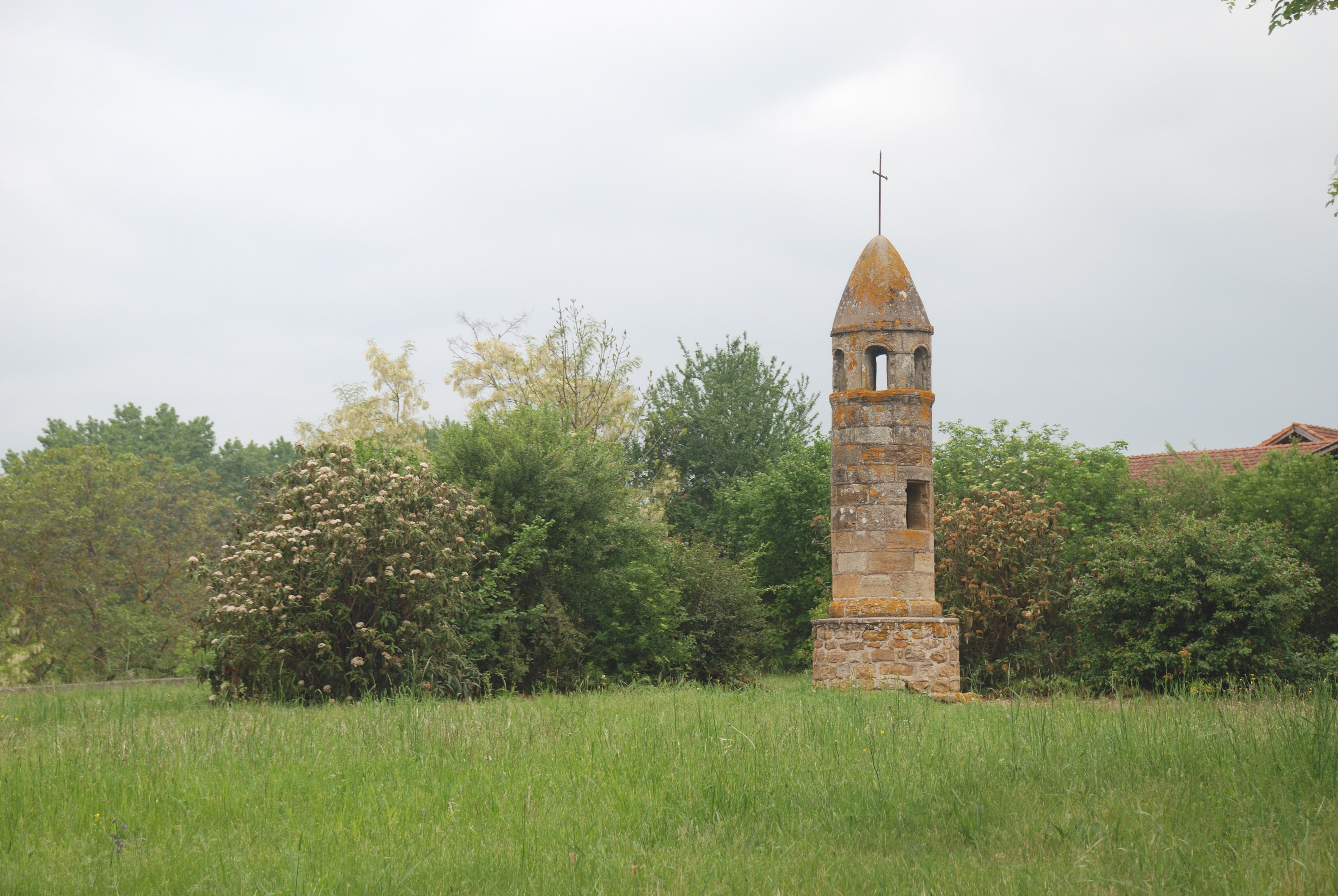
La lanterne des morts.

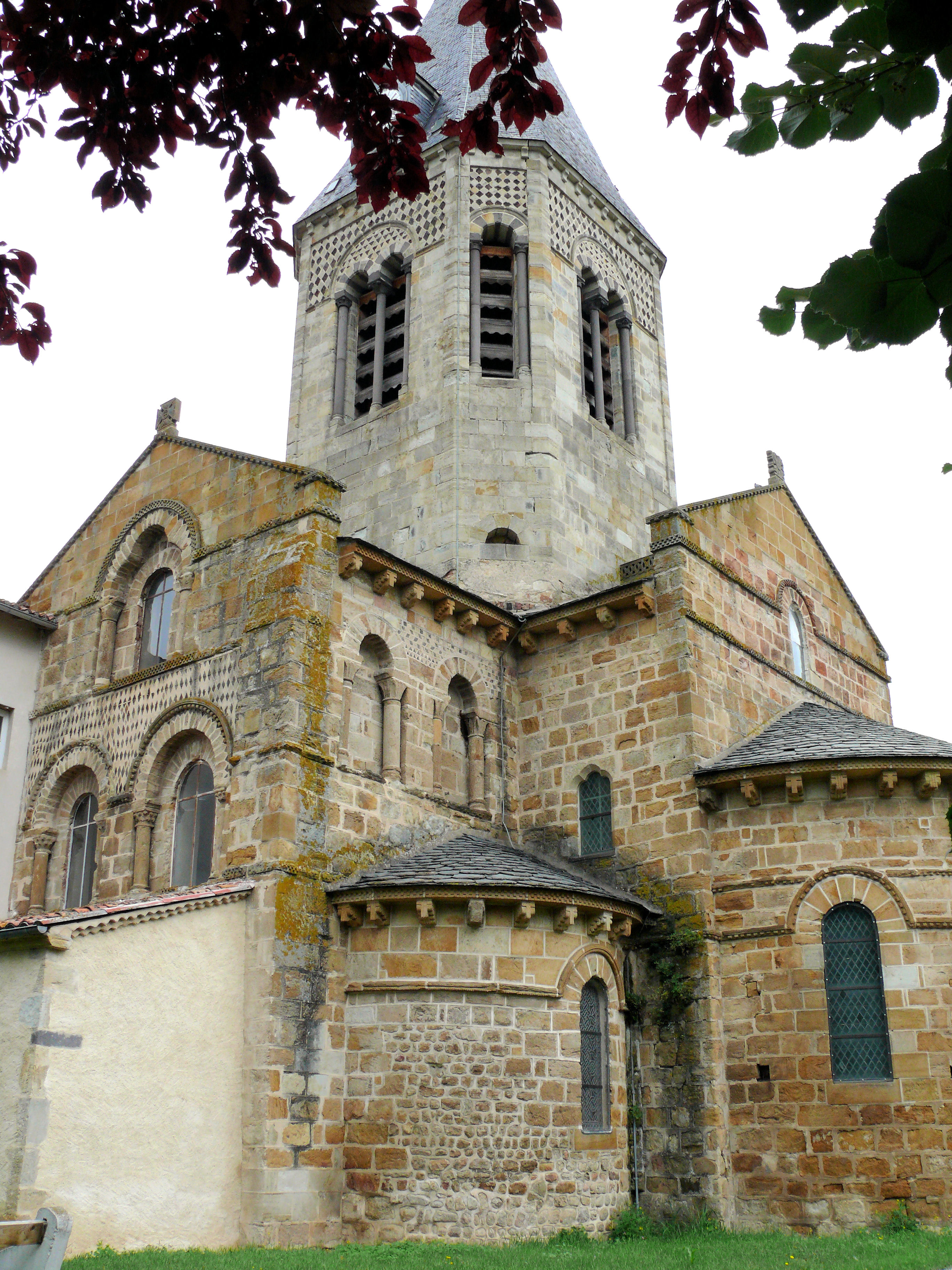
Église Notre-Dame - chevet.

- Lanterne des morts qui fait l’objet d’un classement au titre des monuments historiques depuis le 12 juillet 1886[22].
- Église Notre-Dame, qui fait l’objet d’un classement au titre des monuments historiques depuis le 12 juillet 1886[23].

Église paroissiale du XIe siècle dédiée à Notre Dame de l'Assomption. Dans sa « Classification des églises du diocèse de Clermont », le père Mallay considère qu'il s'agit de la première église de second ordre de l'arrondissement de Thiers, et, vante la régularité de son plan, la proportion des élévations et des coupes le luxe des mosaïques bicolores de l'époque. Lors de la restauration la nef, afin d'enlever les profondes traces laissées par un incendie allumé par les huguenots, on a découvert au-dessus de la première arcade du chœur une peinture du XVIIIe siècle la « Salutation angélique ».
- Mallay note également que « Dans les champs à l'est du village on a trouvé en labourant une très-grande quantité de petits cubes blancs, noirs et rouges de 0,008 m de côté provenant de mosaïques antiques; on a trouvé, il y a quelques années, une belle médaille romaine en or et des tombeaux très-anciens ».

### Patrimoine naturel
La commune de Culhat est adhérente du parc naturel régional Livradois-Forez.